# Anton Szandor LaVey
Anton Szandor LaVey lub la Vey (właśc. Howard Stanton Levey; ur. 11 kwietnia 1930 w Chicago, zm. 29 października 1997 w San Francisco) – założyciel i najwyższy kapłan Kościoła Szatana.

## Życiorys
LaVey spędził większość swojego życia w San Francisco (Kalifornia). W młodości był m.in. opiekunem zwierząt cyrkowych, organistą, a następnie fotografem policyjnym. Mając 18 lat, stał się asystentem magika; studiował okultyzm i uczył się hipnozy.
W 1951 ożenił się z Carole Lansing.
W wieku 24 lat odszedł z pracy i wrócił do gry na organach. Kontynuował studia nad pasją swojego życia – czarną sztuką. Raz w tygodniu wygłaszał wykłady na temat tajemnic nawiedzania, ESP (postrzegania pozazmysłowego), snów, wampirów, wilkołaków, przepowiedni, magii ceremonialnej itp. Przyciągały one wielu słuchaczy. W końcu z grupy wyłoniło się Magiczne Koło. Głównym celem koła było spotykanie się w celu odprawiania magicznych rytuałów odkrytych lub wypracowanych przez LaVeya. Zebrał całą bibliotekę prac opisujących czarne msze i inne ceremonie takich grup jak Klub Ognia Piekielnego i Hermetyczny Zakon Złotego Brzasku w XVIII- i XIX-wiecznej Anglii. Niektóre z tych tajnych zakonów czy organizacji zamierzały zwracać się do diabła jako antropomorficznego bóstwa reprezentującego przeciwieństwo Boga.
Według LaVeya Szatan jest raczej ciemną, ukrytą siłą natury odpowiedzialną za bieg ziemskich spraw, siłą, której nie potrafi wyjaśnić ani nauka, ani religia, duchem postępu, inspiratorem wszystkich wielkich ruchów, które wniosły wkład w rozwój cywilizacji i postęp ludzkości, duchem buntu wiodącego do wolności oraz ucieleśnieniem wszystkich herezji, które prowadzą do wyzwolenia.
W 1960 LaVey rozwiódł się z Carole i związał się z Diane Hegarty. Po rozstaniu z nią poślubił Blanche Barton.
W końcu 1966 powołał do życia Kościół Szatana. Jego głównym dziełem, prezentującym podstawy satanizmu, jest Biblia Szatana, napisana częściowo po angielsku, częściowo w języku enochiańskim.
W życiu prywatnym interesował się muzyką, obrazami, zabytkowymi samochodami, bronią palną i zwierzętami (szczególnie dużymi kotami).
Spędził resztę życia przy swojej małżonce (Blanche Barton), synu Xerxesie oraz córkach Karli i Zeenie.
Zmarł na zapalenie płuc.

## Mity
Na potrzeby medialno-propagandowe LaVey stworzył mit własnej osoby i sfałszował swój życiorys, dorabiając do niego wydarzenia, które w rzeczywistości nie miały miejsca, a inne fakty przeinaczając.
Twierdził na przykład, że jego dziadkowie mają korzenie gruzińsko-alzacko-rumuńskie, a jego babka była Cyganką – w rzeczywistości jego rodzina była w większości pochodzenia żydowskiego i przybyła do USA z Węgier, a jego babka była Ukrainką. Podawał, że w wieku piętnastu lat grał jako drugi obój w San Francisco Ballet Orchestra – w rzeczywistości w tym okresie (1945) orkiestra ta nie istniała. Miał być doradcą technicznym Romana Polańskiego podczas kręcenia w 1968 filmu Dziecko Rosemary i grać w tym filmie rolę Szatana – w rzeczywistości nigdy nie znał Polańskiego, ani nie grał tej roli. Również datę założenia Kościoła Szatana podawał nieprawdziwą – określał ją na Noc Walpurgi 1966 (noc przełomu kwietnia z majem), naprawdę jednak Kościół Szatana zaczął się formować dopiero w lecie (czerwiec-wrzesień) tamtego roku.

## Książki o LaVeyu
- The Devil’s Avenger: A Biography of Anton Szandor LaVey, Burton H. Wolfe (Pyramid Books, 1974, ISBN 0-515-03471-1, Nakład wyczerpany)
- The Secret Life of a Satanist: The Authorized Biography of Anton LaVey, Blanche Barton (Feral House, 1990, ISBN 0-922915-12-1)
- Popular Witchcraft: Straight from the Witch’s Mouth, Jack Fritscher (University of Wisconsin Press: Popular Press, 2004, ISBN 0-299-20300-X, ISBN 0-299-20304-2)
- A.S. LaVey. Rozbiór krytyczny zasad, Sammael Thot, Poznań 2009, ISBN 978-83-932787-2-5.

## Publikacje
- Wolfe, Burton H.; LaVey, Anton Szandor (1977). The Satanic Bible (Biblia Szatana). Nowy Jork, N.Y: Avon. ISBN 0-380-01539-0.
- LaVey, Anton Szandor. The Satanic Rituals. New York, N.Y: Avon. ISBN 0-380-01392-4.
- Nadramia, Peggy; LaVey, Anton Szandor. The Satanic Witch (Współczesna czarownica). Venice, Calif: Feral House. ISBN 0-922915-84-9.
- LaVey, Anton Szandor (1992). The Devil’s Notebook (Pamiętnik Diabła). Venice, Calif: Feral House. ISBN 0-922915-11-3.
- Manson, Marilyn; LaVey, Anton Szandor. Satan Speaks! (Mowa Szatana). Venice, Calif: Feral House. ISBN 0-922915-66-0.

## Filmografia
- Invocation of my Demon Brother, film krótkometrażowy, reż. Kenneth Anger, 1969 – jako Szatan, niewymieniony w napisach końcowych[4]
- Satanis: The Devil’s Mass, film dokumentalny, reż. Ray Laurent, 1970 – jako on sam[4]
- Angeli bianchi... angeli neri, film dokumentalny, reż. Luigi Scattini, 1970 – jako on sam[4]
- Diabelska ulewa (The Devil’s Rain), horror, 1975 – doradca techniczny oraz jako High Priest[4]
- The Car, horror, reż. Elliot Silverstein, 1977 – konsultant kreatywny[4]
- Doctor Dracula, horror, reż. Paul Aratow i Al Adamson, 1978 – doradca techniczny[4]
- Charles Manson Superstar, film dokumentalny, reż. Nikolas Schreck (mąż Zeeny LaVey), 1989 – konsultant ds. badań[4]
- Death Scenes, film dokumentalny, reż. Nick Bougas i F.B. Vincenzo, 1989 – jako dr Anton Szandor LaVey[4]
- Speak of the Devil, film dokumentalny, reż. Nick Bougas i Adam Parfrey, 1995[4]

## Nagrania
- The Satanic Mass, LP (Murgenstrumm Records, 1968; Amarillo Records, 1994; Mephisto Media, 2001)
- Answer Me/Honolulu Baby, 7” singel (Amarillo Records, 1993)
- Strange Music, 10” EP (Amarillo Records, 1994; Reptilian Records)
- Satan Takes a Holiday, CD (Amarillo Records, 1995; Reptilian Records)